# Арабі (Джорджія)
Арабі (англ. Arabi) — місто (англ. town) в США, в окрузі Крісп штату Джорджія. Населення — 447 осіб (2020).

## Географія
Арабі розташоване за координатами 31°49′34″ пн. ш. 83°43′41″ зх. д. / 31.82611° пн. ш. 83.72806° зх. д. (31.826124, -83.728002).  За даними Бюро перепису населення США в 2010 році місто мало площу 16,65 км², з яких 16,35 км² — суходіл та 0,30 км² — водойми.

## Демографія
Згідно з переписом 2010 року, у місті мешкало 586 осіб у 218 домогосподарствах у складі 155 родин. Густота населення становила 35 осіб/км².  Було 255 помешкань (15/км²).
Расовий склад населення:
| - 76,5 % — білих - 22,9 % — чорних або афроамериканців |

До двох чи більше рас належало 0,7 %. Частка іспаномовних становила 0,2 % від усіх жителів.
За віковим діапазоном населення розподілялося таким чином: 23,5 % — особи молодші 18 років, 62,2 % — особи у віці 18—64 років, 14,3 % — особи у віці 65 років та старші. Медіана віку мешканця становила 41,0 року. На 100 осіб жіночої статі у місті припадало 101,4 чоловіків;  на 100 жінок у віці від 18 років та старших — 92,3 чоловіків також старших 18 років.
Середній дохід на одне домашнє господарство  становив 38 221 долар США (медіана — 25 000), а середній дохід на одну сім'ю — 46 537 доларів (медіана — 35 781). Медіана доходів становила 38 229 доларів для чоловіків та 30 417 доларів для жінок. За межею бідності перебувало 34,4 % осіб, у тому числі 54,1 % дітей у віці до 18 років та 25,7 % осіб у віці 65 років та старших.
Цивільне працевлаштоване населення становило 174 особи. Основні галузі зайнятості: освіта, охорона здоров'я та соціальна допомога — 21,8 %, роздрібна торгівля — 21,3 %, публічна адміністрація — 10,3 %, виробництво — 9,2 %.